# Herbert Schwarz (Eisschnellläufer)
Herbert Schwarz (* 8. März 1953 in Bad Aibling) ist ein ehemaliger deutscher Eisschnellläufer.

## Karriere
Bei der Deutschen Junioren-Meisterschaft 1970 in Inzell konnte sie im Mini-Vierkampf (500, 1500, 1000 und 3000 Meter) den ersten Platz belegen.
Ein Jahr später, ebenfalls in Inzell, stellte Schwarz mit 176,923 Punkten im Kleinen Vierkampf über 500, 3000, 1500 und 5000 Meter einen neuen Junioren Weltrekord auf. Bei Olympischen Winterspielen 1972 gehörte er zum deutschen Aufgebot in Sapporo, wo er über 500 (31. Platz), 1500 (32.) und 5000 Meter (27.) an den Start ging.
1973 war er bei den nationalen U23 Meisterschaften erfolgreich und wurde erneut deutscher Meister.
Auch 1976 in Innsbruck und 1980 in Lake Placid nahm Schwarz an den Olympischen Winterspielen teil, wo jeweils ein zwölfter Rang über 1500 Meter sein bestes Resultat darstellten.
Bei den deutschen Mehrkampfmeisterschaften zwischen 1971 und 1978 konnte sieben Silbermedaillen und bei den Sprintmeisterschaften zwei Bronzemedaillen gewinnen. Insgesamt konnte er in seiner Karriere 15 Mal einen deutschen Rekord aufstellen.